# Bagnac-sur-Célé
 Bagnac-sur-Célé  (en occitano Banhac) es una población y comuna francesa, situada en la región de Mediodía-Pirineos, departamento de Lot, en el distrito de Figeac y cantón de Figeac-Est.

## Demografía
| 1,580 | 1,670 | 1,691 | 1,724 | 1,582 | 1,519 |
| Para los censos de 1962 a 1999 la población legal corresponde a la población sin duplicidades (Fuente: INSEE [Consultar]) |       |       |       |       |       |